# Kevin Wahr

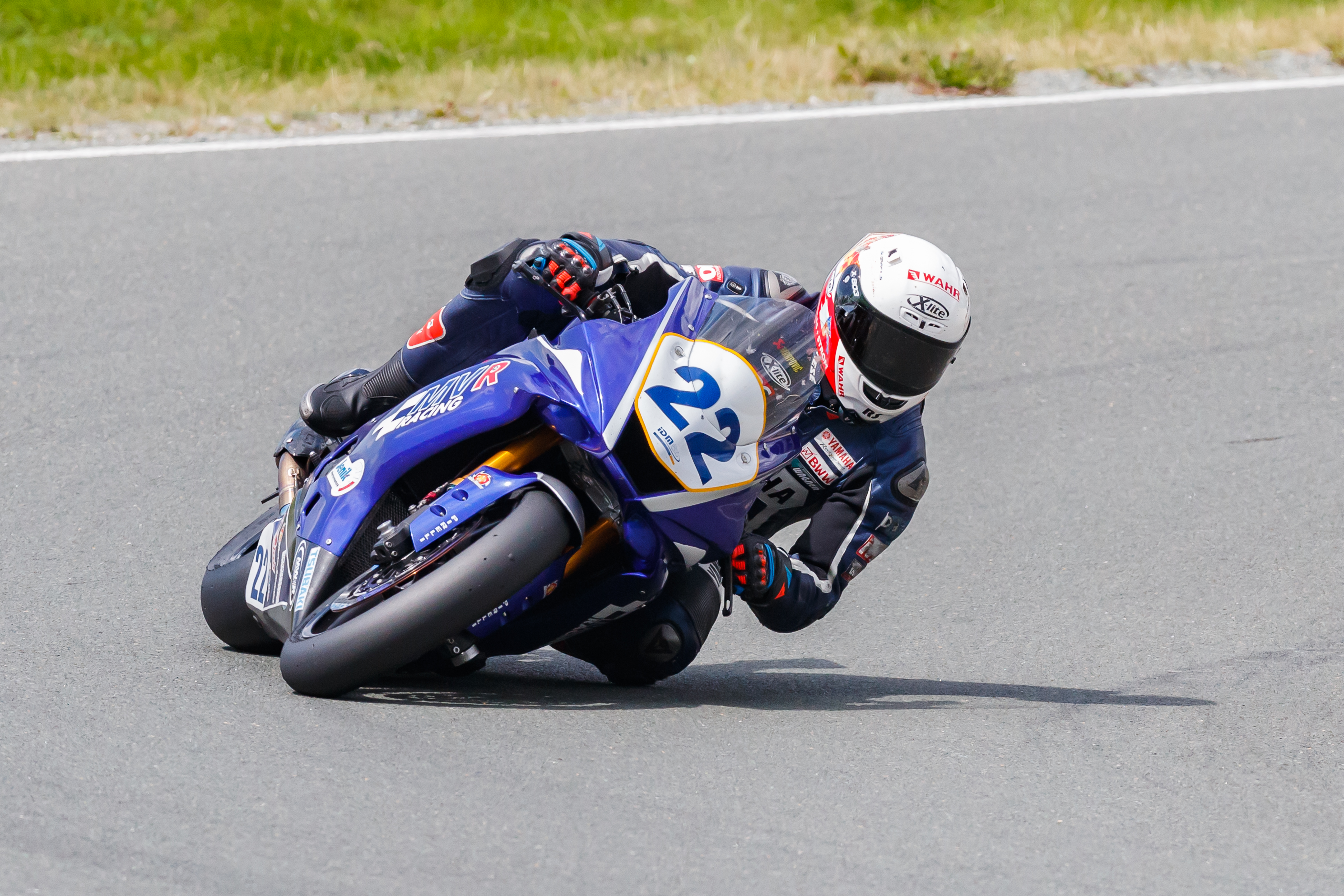
2021 auf dem Schleizer Dreieck

Kevin Wahr (* 24. März 1989 in Nagold) ist ein deutscher Motorradrennfahrer.

## Karriere

### Anfänge

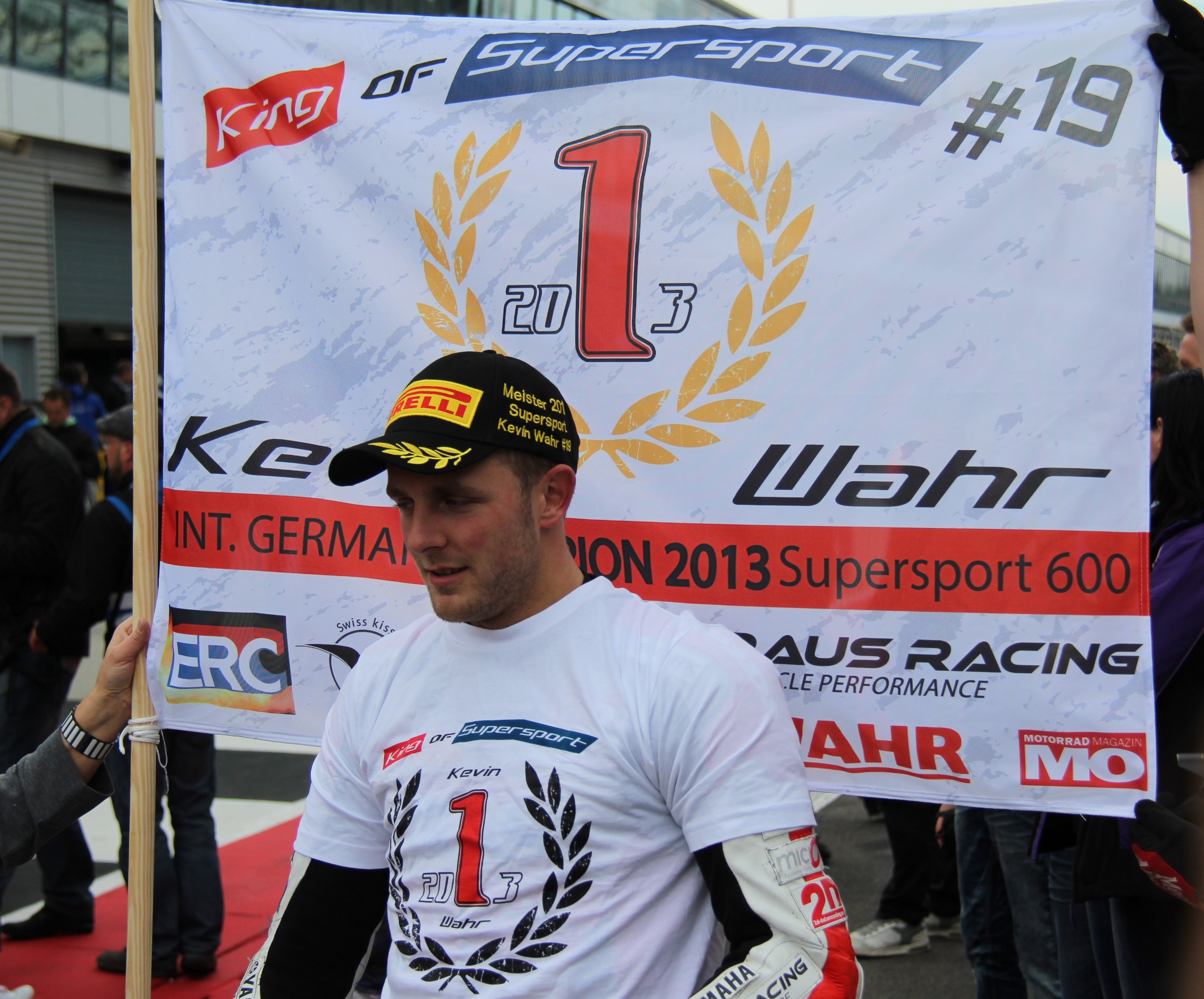
Kevin Wahr beim Saisonfinale 2013 auf dem Lausitzring

Kevin Wahr bestritt sein erstes Rennen im Jahr 1995 auf einem Pocket Bike. Von 1995 bis 2001 startete er in der deutschen Pocket-Bike-Meisterschaft. Zwischen 2002 und 2005 war er als Hobby-Rennfahrer unterwegs. In der Saison 2006 belegte Kevin Wahr im Yamaha-Cup den siebten Gesamtrang.

### Internationale Deutsche Motorradmeisterschaft
2007 startete er erstmals in der Supersport-Klasse (600 cm³) der Internationalen Deutschen Motorradmeisterschaft, die er als 28. abschloss. Im folgenden Jahr errang er auf einer Suzuki GSX-R 600 des Teams Orange-Shark-DMV den achten Platz in der Gesamtwertung. In der Saison 2009 wiederholte Wahr auf einer Triumph Daytona 675 des Teams G-LAB Racing trotz einiger Stürze diese Platzierung in der IDM Supersport. 2009 absolvierte er als Wildcard-Pilot auf dem Nürburgring sein Debüt in der Supersport-Weltmeisterschaft. Er belegte dabei den 14. Platz und erhielt damit zwei WM-Punkte.
In der Saison 2010 startete Kevin Wahr anfangs für das Team Truck-Tec Wahr Racing seines Vaters auf einer von Michael Galinski vorbereiteten Yamaha YZF-R6 in der Supersport-Klasse der Deutschen Meisterschaft. Nachdem er im verregneten ersten Rennen der zweiten Saisonveranstaltung in Motorsport Arena Oschersleben seinen ersten Sieg erreicht hatte, wurde er für den Rest der Saison vom Team Holzhauer Racing Promotion aus Wittenberge unter Vertrag genommen, das sich zuvor von seinem Fahrer Meik Kevin Minnerop getrennt hatte. Bei Holzhauer hatte im Vorjahr Sascha Hommel den Titel in der IDM Supersport gewonnen. Wahr erreichte im weiteren Saisonverlauf auf einer Honda CBR600RR noch vier Mal Plätze unter den ersten Drei und belegte im Gesamtklassement den vierten Rang. Im folgenden Jahr wechselte er innerhalb des Teams zu den Superbikes. Am Saisonende belegte er den 17. Platz. Für die Saison 2012 wechselte er wieder zurück in die Klasse Supersport und konnte mit seiner Yamaha erneut den vierten Rang belegen. Im Jahr 2013 wurde er mit neun Siegen, wovon er acht hintereinander gewann, Meister in der IDM Supersport.

### Supersport-Weltmeisterschaft
Ende Januar 2014 gab Wahr bekannt, dass er mit einer Yamaha R6 und dem Team Wahr by Kraus Racing in die Supersport-Weltmeisterschaft aufsteigt. Beim ersten Rennen der Saison in Phillip Island fuhr er auf Platz sechs. Im Verlaufe des Jahres erreichte er noch zwei weitere Top-Ten-Resultate. Wegen des geringen Budgets konnte Wahr nur an sieben von elf Rennen teilnehmen. Dennoch erzielte er den 16. Platz in der Saison-Gesamtwertung.
Im Jahr 2015 bestritt Wahr seine erste volle Saison in der Supersport-WM im tschechischen SMS Racing Team auf einer Honda CBR600RR. Die Saison war von einigen Ausfällen gezeichnet. Beim drittletzten Rennen im französischen Magny-Cours konnte er mit Rang sechs das beste Ergebnis der Saison verbuchen. Beim darauf folgenden Lauf in Jerez in Spanien gelang ihm mit Position neun ein weiteres Top-10-Ergebnis. Die Saison schloss Wahr auf Gesamtrang 17 ab.

## Statistik

### Erfolge
- 2013 – Deutscher Supersport-Meister auf Yamaha

### In der Motorrad-Weltmeisterschaft
| Saison | Klasse | Motorrad | Rennen | Siege | Podien | Poles | Punkte | Ergebnis |
| ------ | ------ | -------- | ------ | ----- | ------ | ----- | ------ | -------- |
| 2012   | Moto2  | IAMT     | 1      | –     | –      | –     | –      | –        |
| Gesamt | Gesamt | Gesamt   | 1      | 0     | 0      | 0     | 0      |          |

### In der Supersport-Weltmeisterschaft
| Saison | Team                         | Motorrad            | Rennen | Siege | Zweiter | Dritter | Poles | Schn. Rennrunden | Punkte | Ergebnis |
| ------ | ---------------------------- | ------------------- | ------ | ----- | ------- | ------- | ----- | ---------------- | ------ | -------- |
| 2009   | G-LAB Racing Sport Evolution | Triumph Daytona 675 | 1      | –     | –       | –       | –     | –                | 2      | 33.      |
| 2013   | Team RS Wahr ERC             | Yamaha YZF-R6       | 1      | –     | –       | –       | –     | –                | 0      | –        |
| 2014   | Team Wahr by Kraus Racing    | Yamaha YZF-R6       | 7      | –     | –       | –       | –     | –                | 26     | 16.      |
| 2015   | SMS Racing                   | Honda CBR600RR      | 12     | –     | –       | –       | –     | –                | 30     | 17.      |
| 2016   | GEMAR BALLOONS – TEAM LORINI | Honda CBR600RR      | 7      | –     | –       | –       | –     | –                | 16     | 20.      |
| Gesamt | Gesamt                       | Gesamt              | 28     | 0     | 0       | 0       | 0     | 0                | 74     |          |

### In der Superstock-600-Europameisterschaft
| Saison | Team                  | Motorrad      | Rennen | Siege | Podien | Poles | Punkte | Ergebnis |
| ------ | --------------------- | ------------- | ------ | ----- | ------ | ----- | ------ | -------- |
| 2007   | Orange Shark DMV Team | Yamaha YZF-R6 | 1      | –     | –      | –     | –      | –        |
| Gesamt | Gesamt                | Gesamt        | 1      | 0     | 0      | 0     | 0      |          |